# Cryptolabis (Procryptolabis) argentinensis
Cryptolabis (Procryptolabis) argentinensis is een tweevleugelige uit de familie steltmuggen (Limoniidae). De soort komt voor in het Neotropisch gebied.